# Laphystia notata
Laphystia notata là một loài ruồi trong họ Asilidae. Laphystia notata được Bigot miêu tả năm 1878. Loài này phân bố ở vùng Tân Bắc giới.